# Кее, Пит
Питер Уильям Кее (нидерл. Piet Kee, Pieter William Kee; 30 августа 1927, Зандам — 25 мая 2018) — нидерландский органист, композитор и музыкальный педагог. Сын органиста Кора Кее.

## Биография
Учился у своего отца, затем окончил Амстердамскую консерваторию (1952) у Антона ван дер Хорста. В 1953—1955 годах трижды подряд выиграл Международный конкурс органной импровизации в Хаарлеме. В 1952—1987 годах был титулярным органистом церкви Синт-Лауренс в Алкмаре, одновременно в 1956—1989 годах был городским органистом Хаарлема (в церкви Синт-Баво). С 1954 года преподавал в Амстердамском музыкальном лицее (в 1979 года объединённом с Амстердамской консерваторией в Консерваторию имени Свелинка), с 1970 года — также в Летней школе органистов в Харлеме.
Автор многих сочинений для органа, а также для карильона (в том числе сюита «Франс Хальс», 1990) и других инструментов.
Записал для лейбла Chandos одиннадцать дисков, включающих сочинения Свелинка, Брунса, Пахельбеля, Букстехуде, Баха, Мендельсона, Франка, Регера, Алена, Хиндемита, Мессиана и других авторов.
В 1960 году в Лондоне был удостоен Международной музыкальной премии Харриет Коэн.